# Junia Velleia
La lex Junia Velleia va ser una llei de l'antiga Roma de la que es coneixen només dos capítols. Un d'ells permetia instituir els nets com a hereus, encara que nasquessin després de la mort del fill (nasciturus, engendrat i encara no nat), si l'avi encara era viu. Un altre manava designar hereus nominals als nets nascuts en vida de l'avi i del pare per evitar la invalidació del testament si el pare moria abans que l'avi i no hi havia altres hereus.
Està datada l'any 10 sota els cònsols Gai Juni Silà i Gai Vel·lei Tutor.